# Корнієнко Владислав Вікторович
Владисла́в Ві́кторович Корніє́нко (31 серпня 1963, с. Чертково Ростовської області РРФСР) — український мистецтвознавець, доктор культурології, професор, кандидат мистецтвознавства, заслужений діяч мистецтв України. З 2019 року — генеральний директор Державного підприємства Національний цирк України

## Біографія
Народився 31 серпня 1963 року в селищі Чертково, РРФСР.
У 1985 році закінчив Київський державний інститут театрального мистецтва ім. І. К. Карпенка-Карого за спеціальністю театрознавство: організація, планування та управління театральною справою. В 1991 році проходив практику в Інституті стажування міжнародних спеціалістів в Нью-Йорку (США) зі спеціалізації: державна політика США у галузі культури, менеджмент неприбуткового американського театру. В 1997 році закінчив Університет Сорбонна III в Парижі (Франція) зі спеціальності дидактика французької мови; економіка та фінанси у сфері культури. В 2005 році отримав диплом магістра державного управління Національної академії державного управління при Президентові України. У 2006 році захистив кандидатську дисертацію на тему «Інституціональний розвиток французького драматичного театру ХХ століття, як проблема культурної політики» в Національній музичній академії України ім. П. І. Чайковського та здобув вчену ступінь кандидат мистецтвознавства.
Владислав Корнієнко розпочав свою трудову діяльність ще за часів навчання в інституті. Так, його першим місцем роботи стала знімальна група кіностудії «Київнаукфільм», де в 1982 році він дістав посаду адміністратора.
По закінченню Київського державного інституту театрального мистецтва ім. І. К. Карпенка-Карого у 1985 році переходить працювати до Київського академічного драматичного театру ім. І. Франка на посаду адміністратора, а вже невдовзі — на посаду головного адміністратора театру, де й працював 14 років.
Після закінчення паризького університету Соробонна III, у 1998 році став першим заступником генерального директора з економічних питань Національного палацу мистецтв «Україна», обіймаючи цю посаду до 2000 року.
З 1 грудня 2000 року Владислав Корнієнко розпочав кар'єру державного службовця на посаді начальника Управління зовнішніх зв'язків Міністерства культури і мистецтв України. Вже з січня 2001 року був призначений на посаду заступника Міністра культури і мистецтв України, заступника Державного секретаря. На цій посаді працював упродовж двох років. З березня 2003 року він стає заступником начальника управління науково-технічного та гуманітарного розвитку Секретаріату Кабінету Міністрів України, де активно працює до жовтня 2004 року.
З жовтня 2004 року по березень 2005 року Владислав Корнієнко очолював Державну службу контролю за переміщенням культурних цінностей через державний кордон України, очільником якої він стає згодом з серпня 2007 по січень 2008 року.
З березня 2005 року Владислав Корнієнко призначається на посаду першого заступника Міністра культури і туризму України і практично до квітня 2010 року обіймає дану посаду.
Співавтор «Театрально-драматичного словника ХХ століття» (К., 2009).
З 2011 по 2019 рік очолював Київську муніципальну Академію естрадного та циркового мистецтв. З цього часу Академія набула статусу вищого навчального закладу, відкрила магістратуру та заочне відділення, почала приймати на навчання іноземних студентів. З цього ж року Академія тісно співпрацює з Національним цирком України, і це є невід'ємною складовою частиною обох закладів, щороку спільно організовує та проводить Гала-концерти випускників Академії.
У 2019 році Владислав Корнієнко очолив Державне підприємство Національний цирк України.
Професор кафедри Київського національного університету театру, кіно і телебачення імені І. К. Карпенка-Карого.

### Громадська діяльність
Член Національної спілки театральних діячів України, Асоціації діячів естрадного мистецтва України.

### Родина
Брат — оператор Сергій Корнієнко. Дядько — кінознавець, доктор мистецтвознавства Іван Корнієнко (1910—1975). Після смерті Івана Корнієнка його племінників виховувала його дружина Катерина Семенівна.
Одружений, разом з дружиною, Оленою Корнієнко, виховують дочку Богдану та сина Дмитра.

## Нагороди
- Орден «За заслуги» III ст. (22 січня 2022) — за значний особистий внесок у державне будівництво, соціально-економічний, науково-технічний, культурно-освітній розвиток Української держави, зміцнення міжнародного авторитету України, вагомі трудові досягнення, багаторічну сумлінну працю[3]
- Почесне звання «Заслужений діяч мистецтв України» (2006)

Владислав Корнієнко в 2004 році отримав Подяку Прем'єр-міністра України, в 2005 році нагороджений Почесною відзнакою «За багаторічну плідну працю в галузі культури», орденом Святого Миколи Чудотворця ІІІ ступеня (2005 р.), Почесною грамотою Київського міського голови (2006 р.), Почесною відзнакою — орденом «За високий професіоналізм» (2006 р.).